# Chebyshev (månekrater)
Chebyshev er et nedslagskrater på Månen. Det befinder sig på den sydlige halvkugle på Månens bagside og er opkaldt efter den russiske matematiker Pafnutij L. Tjebysjov (1821 – 1894).
Navnet blev officielt tildelt af den Internationale Astronomiske Union (IAU) i 1970. 

## Omgivelser
Det noget mindre Langmuirkrater trænger ind i den øst-sydøstlige rand af Chebyshevkrateret og danner en kæde af store kratere sammen med Brouwer på Langmuirs østlige rand. 

## Karakteristika
Den ydre rand af denne bjergomgivne slette er eroderet og noget irregulær, omend meget af omkredsen stadig kan anes. Den ydre vold fra Langmuirkrateret er væltet ind over kraterbunden og danner et ujævnt område i den sydøstlige ende. Der ligger adskillige kratere langs den vestlige rand. Mest nævneværdigt af disse er "Chebyshev U", hvis rand har skarp kant men er noget irregulær på grund af nogle let udadgående buler. Chebyshevs nordlige rand har en bred udskæring, som strækker sig udad i V-form over ca. 30-40 km. Der ligger nogle andre mindre kratere langs den nordøstlige rand, og den sydlige rand er endt som et uorganiseret roderi.
The interior floor of Chebyshev is a mixture of relatively level plains and irregular stretches. A short chain of small craters has formed a gouge from the western inner wall reaching almost to the mid-point. There are several streaky clefts in the floor in the northeastern part of the crater. In the south is the bowl-shaped satellite crater 'Chebyshev N', a nearly symmetrical formation except for a slight outward bulge to the southwest. There is also an irreegular crater along the inner wall to the west-southwest.

## Satellitkratere
De kratere, som kaldes satellitter, er små kratere beliggende i eller nær hovedkrateret. Deres dannelse er sædvanligvis sket uafhængigt af dette, men de får samme navn som hovedkrateret med tilføjelse af et stort bogstav. På kort over Månen er det en konvention at identificere dem ved at placere dette bogstav på den side af satellitkraterets midte, som ligger nærmest hovedkrateret. Chebyshevkrateret har følgende satellitkratere:
| Chebyshev | Koordinater                         | Diameter, km |
| --------- | ----------------------------------- | ------------ |
| C         | 30°17′S 127°31′V / 30.29°S 127.51°V | 27           |
| N         | 37°45′S 134°40′V / 37.75°S 134.67°V | 24           |
| U         | 33°17′S 137°06′V / 33.29°S 137.10°V | 36           |
| V         | 33°32′S 133°59′V / 33.53°S 133.99°V | 24           |

## Måneatlas
- Billeder af Chebyshevkrateret i LPI-måneatlasset